# Бечер, Эми
Э́ми Бе́чер (англ. Amy Becher; род. 24 мая 1978) — американская кёрлингистка.

## Достижения
- Чемпионат США по кёрлингу среди женщин: золото (2000).
- Чемпионат США по кёрлингу среди смешанных команд: серебро (2001).
- Чемпионат США по кёрлингу среди юниоров: золото (1996, 1997).

## Команды
| Сезон                                          | Четвёртый      | Третий           | Второй          | Первый          | Запасной                            | Турниры                          |
| ---------------------------------------------- | -------------- | ---------------- | --------------- | --------------- | ----------------------------------- | -------------------------------- |
| 1995—96                                        | Эми Бечер      | Theresa Faltesek | Monica Carlson  | Heather Miller  | Стейси Лиапис (ЧМЮ)                 | ЧСШАЮ 1996 · ЧМЮ 1996 (10 место) |
| 1996—97                                        | Риса О’Коннелл | Эми Бечер        | Натали Сименсон | Missi O'Connell | Jennifer Herning (ЧМЮ)              | ЧСШАЮ 1997 · ЧМЮ 1997 (4 место)  |
| 1998—99                                        | Hope Schmitt   | Nikki Baird      | Katlyn Schmitt  | Teresa Bahr     | Эми Бечер тренер: Скотт Бэрд        | ЧМЮ 1999 (6 место)               |
| 1999—00                                        | Эми Райт       | Эми Бечер        | Джони Коттен    | Натали Сименсон | Корина Маркар тренер: Роберт Фенсон | ЧСШАЖ 2000 · ЧМ 2000 (6 место)   |
| Кёрлинг среди смешанных команд (mixed curling) |                |                  |                 |                 |                                     |                                  |
| 2000—01                                        | Тим Райт       | Эми Райт         | Ryan Larson     | Эми Бечер       |                                     | ЧСШАСК 2001                      |

(скипы выделены полужирным шрифтом)